# Католические короли
Католические короли (исп. Los Reyes Católicos) — устоявшееся наименование двух испанских монархов-супругов: королевы Изабеллы I Кастильской (1451—1504) и короля Фердинанда II Арагонского (1452—1516), свадьба которых в 1469 году положила основу объединению королевств Арагона и Кастилии и Леона, которое в свою очередь привело к созданию современной Испании. Они оба происходили из династии Трастамара и были троюродными братом и сестрой, оба происходили от Хуана I Кастильского; в связи с этим они получали разрешение на брак у папы Сикста IV. Титул католических королей они получили в 1496 году от римского папы Александра VI, уроженца Испании.
Свадьба состоялась 19 октября 1469 года в Вальядолиде; Изабелле было восемнадцать лет, Фердинанд был на год младше. Благодаря их браку в одной семье объединились две короны — Арагонская и Кастильская. Несмотря на то, что многие историки, например Джон Эллиот, считают, что объединение Испании началось с заключения брака Фердинанда и Изабеллы, нет никаких исторических обоснований, что при их правлении Испания уже стала единой монархией. Кастилия и Арагон ещё долгое время оставались независимыми государственными образованиями. Двор Фердинанда и Изабеллы постоянно переезжал, чтобы пользоваться поддержкой со стороны отдельных феодалов.

## Наследственные права
Изабелла унаследовала трон Кастилии от своего единокровного брата Энрике IV по Договору у Быков Гисандо. Она стала королевой Кастилии в 1474 году. Её племянница, Хуана Кастильская, предприняла попытку захватить трон с помощью португальского короля Афонсу V, начав войну за кастильское наследство. Если вопрос о легитимности притязаний Хуаны на трон был спорным, то Изабелла смогла доказать свои права. Изабелла получила поддержку мужа и Арагонской короны, предоставив Фернандо в Кастилии обширную власть подписанием Соглашения в Сеговии и фактически сделав его королём Кастилии. Война официально закончилась в 1479 году Алкасовашским договором. Фердинанд стал королём Арагона в 1479 году. Благодаря этому браку оба королевства объединились под правлением одной семьи, что положило начало созданию современной Испании, однако они правили в своих королевствах самостоятельно, оба королевства имели собственные законы и правительства ещё несколько столетий.

## Внутренняя политика
Католические короли предпринимали все усилия для укрепления королевской власти в Испании. Для достижения этой цели они создали Святую Эрмандаду. Это были отряды городской милиции, содержавшиеся за общественный счёт и созданные для охраны порядка. Кроме того, с их помощью Католические короли пытались контролировать дворянство. Была проведена судебная реформа, создан Королевский совет и назначены магистраты (судьи) для управления городами. Это укрепление королевской власти стало одним из важнейших шагов на пути к созданию одного из первых в Европе сильных национальных государств. Изабелла также предпринимала различные меры для уменьшения влияния Генеральных кортесов в Кастилии, однако Фердинанд уважал каталонские обычаи и сам был арагонцем, и не проводил аналогичных мероприятий в Арагонском королевстве. Даже после его смерти и при объединении корон под правлением одного монарха Арагонские, Каталанские и Валенсианские кортесы (кат. corts) сохраняли значительное влияние в своих регионах. В дальнейшем правление монархов продолжалось в форме средневекового контрактуализма, который имел два характерных проявления. Первое — католические короли постоянно переезжали по своей стране из города в город, что, несомненно, повышало лояльность их подданных, а не осуществляли руководство страной из одного-единственного административного центра. Второе проявление было в том, что каждая община или провинция могла связываться с ними напрямую, минуя бюрократические преграды.
Фердинанд и Изабелла известны как монархи, объединившие Испанию и открыли новую главу её истории. Католические короли стремились к достижению своей цели — завершению Реконкисты на Иберийском полуострове и завоеванию мусульманского Гранадского эмирата. Серия военных кампаний, известная как Гранадская война, началась с нападения на Альхама-де-Гранаду. Этим нападением руководили два андалузских дворянина, Родриго Понсе де Леон и Диего де Мерло. Город пал под натиском андалузских войск в 1482 году. Помощь в Гранадской войне оказал папа Сикст IV, передавший десятину и введший крестовый налог для финансирования военных расходов. Через 10 лет после множества кровопролитных битв Гранадская война закончилась в 1492 году, когда эмир Боабдиль передал ключи от Альгамбры Католическим королям.

## Изгнание нехристиан и испанская инквизиция
Фердинанд и Изабелла приказали изгнать из Испании всех мавров и евреев. Переход в католицизм позволял избежать изгнания, однако между 1480 и 1492 годами сотни сменивших религию (марранов и морисков) были обвинены в тайном соблюдении обрядов их прежней религии (криптоиудаизме) и арестованы, заключены в тюрьмы, подвергнуты пыткам и во многих случаях казнены на костре, как в Кастилии, так и в Арагоне.
Инквизиция была создана ещё в XII столетии папой Луцием III для борьбы с ересью на юге современной Франции. Католические короли решили ввести инквизицию в Кастилии и запросили разрешения у папы. 1 ноября 1478 года папа Сикст IV опубликовал буллу Exigit sinceræ devotionis, которой учредил Инквизицию в королевстве Кастилия; впоследствии её полномочия распространились на всю Испанию. Буллой монархам было дано исключительное право назначать инквизиторов.
Во время правления католических королей и в дальнейшем инквизиция активно преследовала людей за такие преступления, как криптоиудаизм, ересь, протестантизм, богохульство и многожёнство. Последний процесс по криптоиудаизму состоялся в 1818 году.
В 1492 году Фердинанд и Изабелла приказали создавать закрытые кварталы для иноверцев, которые впоследствии получили название «гетто». Эта сегрегация, обычная для того времени, также способствовала усилению давления на евреев и других нехристиан путём повышения налогов и социальных ограничений. В итоге в 1492 году по Альгамбрскому декрету испанские евреи получили от королей четыре месяца для того, чтобы перейти в католицизм или покинуть Испанию. Десять тысяч евреев эмигрировали из Испании в Португалию, Северную Африку, Италию и Османскую империю. Позже, в 1492 году, Фердинанд написал письмо в адрес евреев, покинувших Кастилию и Арагон, в котором он приглашал их вернуться в Испанию в том и только в том случае, если они станут христианами.

## Открытие новых земель
Католические короли отправили экспедицию Христофора Колумба, получившего от них титул Адмирала Моря-Океана, который открыл Новый Свет для европейцев. Первая экспедиция Колумба, в которой он достиг Индий, ознаменовалась высадкой на Багамские острова 12 октября 1492 года. Он высадился на острове Гуанахани и назвал его Сан-Сальвадор. В дальнейшем он продолжил плавание к Кубе (назвав её Хуана) и открыл остров Гаити, дав ему имя Эспаньола. Второе путешествие началось в 1493 году, в этот раз он открыл целый ряд островов Карибского архипелага, включая Пуэрто-Рико. Теперь его главной целью была колонизация открытых земель, для чего он взял с собой около 1500 человек. Колумб вернулся из своей последней экспедиции в 1498 году, открыв Тринидад и побережье современной Венесуэлы. Эти открытия и последующая колонизация и завоевания на Американском континенте всего через несколько десятилетий принесли огромные богатства Испании и внесли значительный вклад в превращении Испании в самое могущественное европейское государство.

## Дети и династические браки
Изабелла стремилась обеспечить долгосрочную политическую стабильность Испании, заключая политические браки всех своих пятерых детей; политическая безопасность была важна для страны, которая играла всё большую роль на европейской арене. Её первенец, дочь Изабелла, вышла замуж за португальского принца Афонсу, образовав важную связь между соседними странами, которая дала возможность рассчитывать на мир и будущий альянс между ними. Хуана, вторая дочь Изабеллы, вышла замуж за Филиппа, сына императора Священной Римской империи Максимилиана I. Этот удачный альянс с могущественной Священной Римской империей впоследствии значительно расширил территории, подконтрольные испанским монархам и обеспечил политическую безопасность. Первый и единственный сын Изабеллы Хуан, принц Астурийский, женился на Маргарите Австрийской, укрепив династическую связь с династией Габсбургов, союз с которой его родители считали очень важным. Четвёртый ребёнок, Мария, вышла замуж за португальского короля Мануэла I, снова создав династическую связь с Португалией после смерти своей старшей сестры Изабеллы, которая была в своём втором браке за Мануэлом. Пятый ребёнок, Екатерина, сначала вышла замуж за Артура, принца Уэльского, а после его безвременной смерти — за Генриха VIII, короля Англии, став матерью будущей английской королевы Марии I.

## Девиз и эмблема
Девизом католических королей был «Tanto monta, monta tanto». Этот девиз был придуман Антонио де Небрихой и либо был аллюзией на гордиев узел: Tanto monta, monta tanto, cortar como desatar («Результат един, разрубить или развязать»), либо говорил о равноправии монархов: Tanto monta, monta tanto, Isabel como Fernando («Всё едино, Изабелла — то же, что и Фердинанд»).
Эмблемой двух монархов были ярмо, отсылавшее, возможно, к тому же гордиеву узлу, и пучок стрел. По-испански этот двойной символ назывался el yugo y las flechas, «ярмо и стрелы»: заглавные буквы двух слов — Y и F — обозначали инициалы Изабеллы (Ysabel в архаичном написании) и Фердинанда. Много позже, в XX веке, эмблема была перенята испанскими фашистами — фалангистами — в качестве символа нации.

## Смерть
Изабелла умерла в 1504 году. Фердинанд вторично женился на Жермене де Фуа; он умер в 1516 году.

## Современное увековечивание
Имя католических королей носит 2-я лёгкая бронекавалерийская группа в составе 2-й бригады «Король Альфонсо XIII» Испанского легиона Сухопутных войск Испании.